# 埃德温·泰勒·波洛克
埃德温·泰勒·波洛克（英語：Edwin Taylor Pollock，1870年10月25日—1943年6月4日）是美国海军职业军官，曾参与美西战争和第一次世界大战，官拜上校。与其他许多海军官员一样，他的名字也经常以首字母缩写表示为··波洛克（E. T. Pollock）。
青年时期的波洛克曾于美西战争期间在纽约号巡洋舰上担任少尉。战争结束后，他先后在多艘舰船服役，军衔逐渐提升，并对无线通讯开展重要研究。1917年，美国在加入一战前不久从丹麦买下美属维尔京群岛（当时是丹麦属西印度群岛），波洛克比另一名军官先行抵达群岛，然后主持与丹麦官员的主权交接仪式并担任首任代理总督。一战期间，他又晋升上校，统领乔治·华盛顿号运输舰将约6万美国军人送抵法国，因此获颁海军十字勋章。此后，他成为美属萨摩亚第8任海军总督，然后又当上美国海军天文台台长，再于1927年退休。1943年6月4日，长年卧病在床的埃德温·泰勒·波洛克与世长辞，享年72岁。同月7日，他的遗体葬在阿灵顿国家公墓。

## 早年经历
埃德温·泰勒·波洛克是俄亥俄州莫罗县基利山（Mount Gilead）人士，曾就读美国海军学院，就读期间被分配到兰开斯特风帆战船和门诺卡西号巡逻舰服役，于1893年毕业并获得少尉军衔。
波洛克毕业后返回俄亥俄州，于12月5日同比阿特丽斯·洛·黑尔（Beatrice E. Law Hale）成婚。两周后，他获派参加纽约号巡洋舰首航。接下来他又被派往玛起亚斯号巡逻舰远航至大清国，成为亚洲分舰队的一份子，并在该国停留两年半，然后转调至底特律号巡洋舰，于1897年回国。波洛克回国后，美西战争逐渐升温，他又再度登上纽约号巡洋舰奔赴古巴和波多黎各，之后还得以参与圣地亚哥-德古巴战役。
1900年1月，波洛克晋升上尉并被派往联盟号巡逻舰。接下来一年里，他先后在海豚号巡逻舰和布法罗号巡洋舰服役。然后又随布法罗号巡洋舰返回大清国附近的亚洲中队，并登上分舰队旗舰布鲁克林号巡洋舰，在该舰服役至1902年5月回国。经过短暂的休息，波洛克又登上切萨皮克号帆船，担任值守军官超过1年时间。接下来调至辛辛那提号巡洋舰服役1年后，他又转调到甲米地海军基地，于1906年2月在甲米地晋升少校。
升任少校后，波洛克首先登上阿拉巴马号战舰担任领航员。1910年，他又被分配到马萨诸塞号战舰，并于1911年3月升职为中校。担任中校期间，波洛克曾统领弗吉尼亚号战舰和奇尔沙治号战舰，然后转调美国海军天文台。统领奇尔沙治号战舰期间，他还曾短暂带领塞勒姆号巡洋舰参与创下世界纪录的无线实验。波洛克亲自同塞勒姆号远航直布罗陀，船上载有16种无线电报技术工具。抵达目的地后，塞勒姆号对所有技术进行测试，利用瓦尔德马·波尔森（Valdemar Poulsen）所创原理设计的“波尔森设备”把无线电报传输距离的世界纪录提升至3900公里。船上还通过一系列实验来确定恶劣天气及昼夜交替对无线传输的影响。1916年，波洛克回到之前担任领航员的阿拉巴马号战舰担任船长。

## 美属维尔京群岛

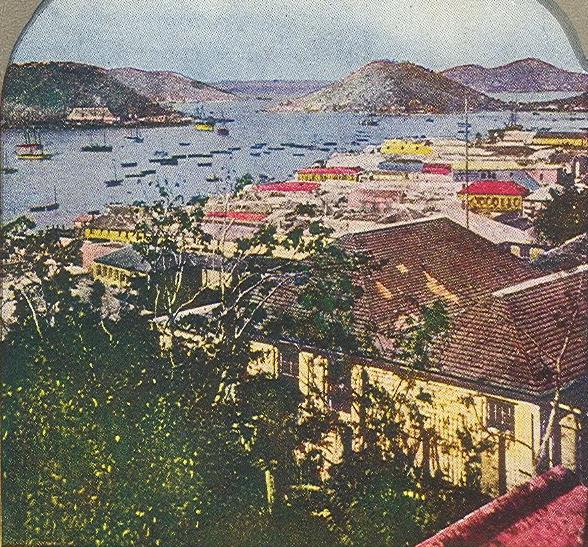
1900年左右的画作“西印度群岛圣托马斯岛的美丽港湾”

美国加入第一次世界大战前夕，军方对德国购买、亦或通过潜艇或齐柏林飞船占领丹麦属西印度群岛的计划深感忧虑。当时圣托马斯岛的夏洛特阿马利亚被视为整个加勒比地区除古巴外最优质的港口，同时圣约翰岛上的珊瑚湾（Coral Bay）也被视为加勒比地区最安全的港湾。虽然尚未同德开战，但美国还是于1917年3月28日同丹麦缔结条约，以2500万美元价格买下这片群岛，即日后的美属维尔京群岛。总统伍德罗·威尔逊提名詹姆斯·哈里森·奥利弗（James Harrison Oliver）出任首任军事总督。政府还宣布会在当地建立海军基地协防巴拿马运河。
奥利弗无法马上动身赶赴美属维尔京群岛，政府于是决定在波洛克和··布莱尔（B. B. Blerer）之间选出一人先行代理总督职务，两人分别搭乘汉考克号运输舰和奥林匹亚号巡洋舰赶往目的地，先行到达的司令官将担任代理总督并主持交接仪式。波洛克抢先抵达，交接仪式于1917年3月31日在圣托马斯岛举行。布莱尔之后也在圣克洛伊岛主持交接仪式，不过规模略有不及。丹麦驻守巡洋舰瓦尔基里号（Valkyrien）官员及群岛原有议会将权力移交美方。4月6日，取得群岛控制权尚不足1周的美国向德国宣战，联邦国会于同月20日确认由奥利弗接任群岛总督。

## 第一次世界大战
一战期间，美国政府将一艘德国军用运输舰扣押，于1917年9月将其更名为“乔治·华盛顿号”（George Washington），并任命波洛克从这年10月1日起担任舰长。同年12月，乔治·华盛顿号首度搭载美军将士启航，之后再接再厉，在一战期间先后往返法国18次，成功运送美军官兵约6万人。1918年，乔治·华盛顿号获命送总统伍德罗·威尔逊前去参加巴黎和会，但波洛克已于这年9月29日重新分配到其他岗位，因此无法参加这轮行程。
波洛克在带领乔治·华盛顿号期间曾与船上牧师保罗·布鲁姆哈德特（Paul F. Bloomhardt）编辑报纸并以日为单位发行。战争结束后，这些报纸上的文章由··里特和艾夫斯合作公司（J. J. Little & Ives co.）集结成书，以《美国“乔治·华盛顿号”船只的短柄斧》（Hatchet of the United States Ship "George Washington"）之名发表。纽约市的《展望》（Outlook）周刊在短评中认为这本书可读性很强，而且配有“值得钦佩的插图”，并称赞书中巧妙地集合大量风趣、离奇及知名的事件，还配有充实且富于爱国情怀的社论。战争结束后，波洛克被重新指派到俄克拉何马号战舰，成为太平洋舰队的一员。1920年11月20日，波洛克因一战期间的出众表现获颁海军十字勋章。

## 美属萨摩亚
1921年11月30日，正担任俄克拉何马号战舰司令官的波洛克调任美属萨摩亚军事总督。前总督沃伦·特尔亨（Warren Terhune）因私人及政治方面的多重原因于1920年11月3日自杀，继任总督职位的瓦尔多·埃文斯（Waldo A. Evans）通过质询法庭展开调查并恢复秩序。经过一段时间的动荡，埃文斯成功恢复群岛政府运作，再由波洛克继任总督。美属萨摩亚这时约有8000人口，由12名军官同1名总督共同管理，群岛的重要性主要通过位于帕果帕果的优良港湾体现。
从1920年开始，美属萨摩亚开始兴起旨在反抗海军军政府多项政策的反抗运动，这些政策中有一些是由特尔亨实施，只是并未在他自杀后废除，群岛原住民及部分外来居民认为这些政策过于严厉。附近的萨摩亚之前也曾爆发针对德国和新西兰殖民统治的反抗运动，美属萨摩亚的反抗运动就受到其影响。反抗运动起初针对的问题包括当地公路状况、限制原住民与外族通婚的法律，以及歧视原住民的司法体系，出现最后一个问题一定程度上是因为美属萨摩亚当时的法律还很不健全，经常出现无法可依或有法不依的情况。此外，美国海军还禁止各部落酋长集会，而在原住民眼中，这种集会才是群岛的真正政府。出人意料的是，经过发展，特尔亨担任总督期间的许多部下也加入反抗运动之中，其中还包括他的副手。反抗运动在美属萨摩亚族混血塞缪尔·里普利（Samuel S. Ripley）发表的声明中达到高潮，里普利声称，群岛上的大部分公共财物都是他的家族所有，他是1899年前萨摩亚群岛政府的合法继承领袖。瓦尔多·埃文斯同多位地位较高的酋长会晤，并且取得他们的首肯，继续维持海军政府运作。里普利前去哥伦比亚特区与美国海军部长埃德温·登比（Edwin C. Denby）会晤，但埃文斯不准他停靠美属萨摩亚港口，于是里普利只能原路返回并流亡到加利福尼亚州，之后还成为列治文的市长。
就任总督后，波洛克继续执行前总督开始的殖民化运作。他还在前往群岛前同里普利在旧金山面谈，里普利仍然认为美国“占领”萨摩亚属于侵占，但也同意由波洛克全权管理群岛，无需受到他或原住民酋长的约束，并向波洛克提供一些信件的附本。到达美属萨摩亚后，波洛克和原住民事务部长··霍尔（S. D. Hall）几乎立即就同反抗运动的代表人物开展会晤，成为首位同反抗运动人士面谈的总督。此后不久，部分反抗运动成员解散，但运动还会以某种形式再持续13年。
波洛克接下来的总督任期总体波澜不惊。1923年探索汤加期间，他发现詹姆斯·库克1773年在探索当地时做有标记的同一只乌龟，所以这只乌龟至少已经活了150年。1923年7月26日，波洛克受命返回美国。

## 美国海军天文台

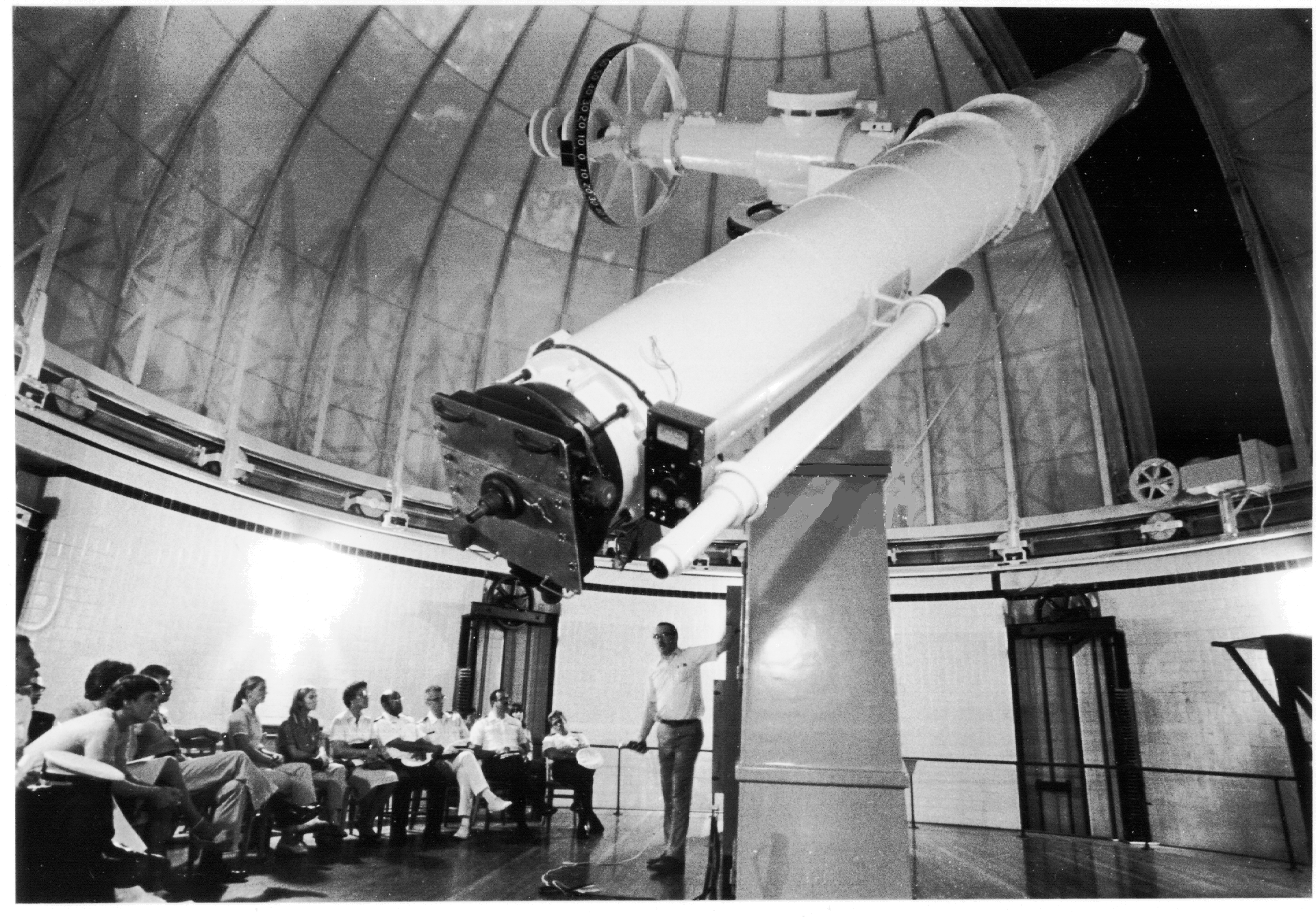
位于美国海军天文台的阿萨夫·霍尔望远镜

离开美属萨摩亚后，波洛克立即获命取代威廉·麦克杜格尔（William D. MacDougal）少将出任位于哥伦比亚特区的美国海军天文台台长。
1924年8月22日，火星抵达距地球约5573万公里位置。美国海军天文台此时没有对火星进行正式观测，但波洛克同宇航员阿萨夫·霍尔的儿子用霍尔原本使用的430毫米望远镜仪式性重现1877年发现火卫一和火卫二的经过，还经过观测计算两颗卫星的质量。
1925年1月24日，波洛克指挥洛杉矶号飞艇从新泽西州海洋县莱克赫斯特（Lakehurst）出发，到海拔2400米高度拍摄日食照片。这也成为人类首次在空中拍摄日食照片。

## 退休及晚年
波洛克于1927年退役，查尔斯·弗里曼（Charles F. Freeman）继任台长职务。1930年，他和夫人在罗德岛州纽波特县的詹姆斯敦（Jamestown）买下一套避暑别墅，但主要还是在哥伦比亚特区居住。1932年，波洛克当上詹姆斯敦历史学会主席。他还对家谱产业兴趣，于20世纪30年代出版多部有关家族历史的著作。1943年6月4日，长年卧病在床的埃德温·泰勒·波洛克与世长辞，享年72岁。同月7日，他的遗体葬在阿灵顿国家公墓。

## 作品
- 《美国“乔治·华盛顿号”船只的短柄斧》，··波洛克和保罗·布鲁姆哈德特编辑，将乔治·华盛顿号运输舰在第一次世界大战期间发行日报的文章合编而成，1919年经··里特和艾夫斯合作公司出版。